# Přehrada Fryšták
Přehrada Fryšták se nachází na Fryštáckém potoce v km 4,23 asi čtyři kilometry nad soutokem Fryštáckého potoka s řekou Dřevnicí v katastrálním území obce Kostelec u Zlína v okrese Zlín. Areál přehrady byl 4. července 1997 Ministerstvem kultury České republiky prohlášen za kulturní památku Česka a je veden pod číslem 11849/7-8782. Součástí areálu je úpravna vody, kamenné koryto, technický objekt, hráz, přehradní věž, přístupový most, domy čp. 117, 118, 690 a 691.

## Historie
Zvýšená spotřeba vody v meziválečném období ve Zlíně si vynutila potřebu postavení přehrady k zajištění dostatku vody pro skupinový vodovod. Povolení k výstavbě bylo vydáno Okresním úřadem v Holešově v roce 1931. Plány jsou signovány Josefem Jeřábkem. Výstavba byla prováděná v letech 1935–1938 a do provozu uvedena v roce 1939. Asi deset let po dostavbě byla prováděna dodatečná injektáž podloží, aby se zabránilo objeveným průsakům vody pod hrází. V devadesátých letech 20. století nastal pokles spotřeby vody, což vedlo v roce 1996 ke zrušeni vodárenského využití. Nádrž je však stále vedena jako vodárenská pro budoucí potřebu. Aby byla i nadále zajištěna potřebná kvalita vody jsou stanoveny ochranná pásma vodního zdroje a okolí nádrže nemůže být nadále využíváno k rekreačním účelům. Důležitým úkolem je zadržení části povodňových průtoků a zajistit minimální průtok pod hrází 0,015 m³/s.
V okolí nádrže vede turistická trasa a silnice II/490 mostem přes část přehrady. V roce 2011 byla provedena rekonstrukce bezpečnostního přelivu v hodnotě cca 2,5 milionu korun a další potřebné opravy.

## Popis

### Hráz
Hráz je zemní sypaní sypaná z místních netříděných jílovitých zemin s návodním těsněním z místních tříděných zemin v tloušťce 1,5-4,0 m. Návodní svah je opevněn betonovými deskami, vzdušní strana je zatravněná. Návodní svah je zakončen betonovou patkou s průchodnou chodbou kruhového tvaru o průměru 2,5 m. Koruna hráze široká pět metrů je na kótě 249,00 m n. m. Největší výška hráze (v údolnicovém profilu) je 22,70 m a délka 198 m. Plocha nádrže je 62 ha a zadržuje 2,950 milionů m³ vody. Hladina stálého nadržení (minimální hladina) je na kótě 243,15 m n. m., při maximálním naplnění může dosáhnou 247,95 m n. m. Z hlediska provozního jsou udržované dvě různé maximální zásobní hladina, letní maximální zásobní hladina 245,75 m n. m. a zimní maximální zásobní hladina 244,75 m n. m. Zbylý objem je určen pro retenci. Přehrada má dvě spodní výpusti o průměru 1,1 metr s kapacitou 12,75 m³/s na jednu výpusť. Výpustě vedou do kamenného koryta s kaskádami. Odpadní štola pod hrází má průměr 3,6 metrů a ústí do vývaru pod hrází. Bezpečnostní nehrazený přeliv je na levém boku hráze o jednom poli s délkou přelivné hrany 32,5 metrů a schopností odvést 89 m³/s vody při maximální hladině. Na něj navazuje kaskádový skluz, který končí ve vývaru pod hrází.

### Úpravna vody
Je dvoupodlažní zděná budova z režných cihel na půdorysu obdélníku s plochou střechou. V ose budovy je umístěn vstupní rizalit s proskleným pravoúhlým vchodem a plochou markýzou. Nad vchodem je tři rastrová prosklená pole v ploché šambráně. Postranní křídla jsou shodně členěna průběžnými okny v šambránách. V interiéru je původní dlažba, dvouramenné schodiště s kovovým zábradlím a místnosti členěné prosklenými příčkami. Součástí úpravny jsou dvě válcové věže, které jsou spojeny s podzemním zásobníkem. Úpravna je od roku 1996 mimo provoz.

### Odběrná věž
V nádrži v blízkosti hráze u levého břehu je odběrná válcová věž, ke které vede z hráze železný most. Slouží k odběru surové vody a ovládání výpustného zařízení. Věž má pravoúhlý vchod s šesti pravoúhlými okny a je ukončena kuželovou střechou krytou pálenou taškou. V horní části věže je strojovna a v dolní části je odběrné potrubí a spodní výpusti, které ústí do odpadní štoly. Ve dvou výškových úrovních se nachází odběrná potrubí, která zajišťují odběr dle okamžité jakosti vody. Horní potrubí má průměr 300 mm a spodní 500 mm.

### Obytné domy
Dva obytné dvojdomy se nacházejí po levé straně příjezdové cesty k úpravně vody. Krychlové dvojpodlažní domy mají hladkou fasádu se dvěma okenními osami s trojdílnými okny. V bocích je vstup přes cihlový přístavek s pěti schody, s otevřeným balkoně v patře. Domy jsou podsklepeny a mají rovnou střechu, v každém jsou dva byty.

## Galerie

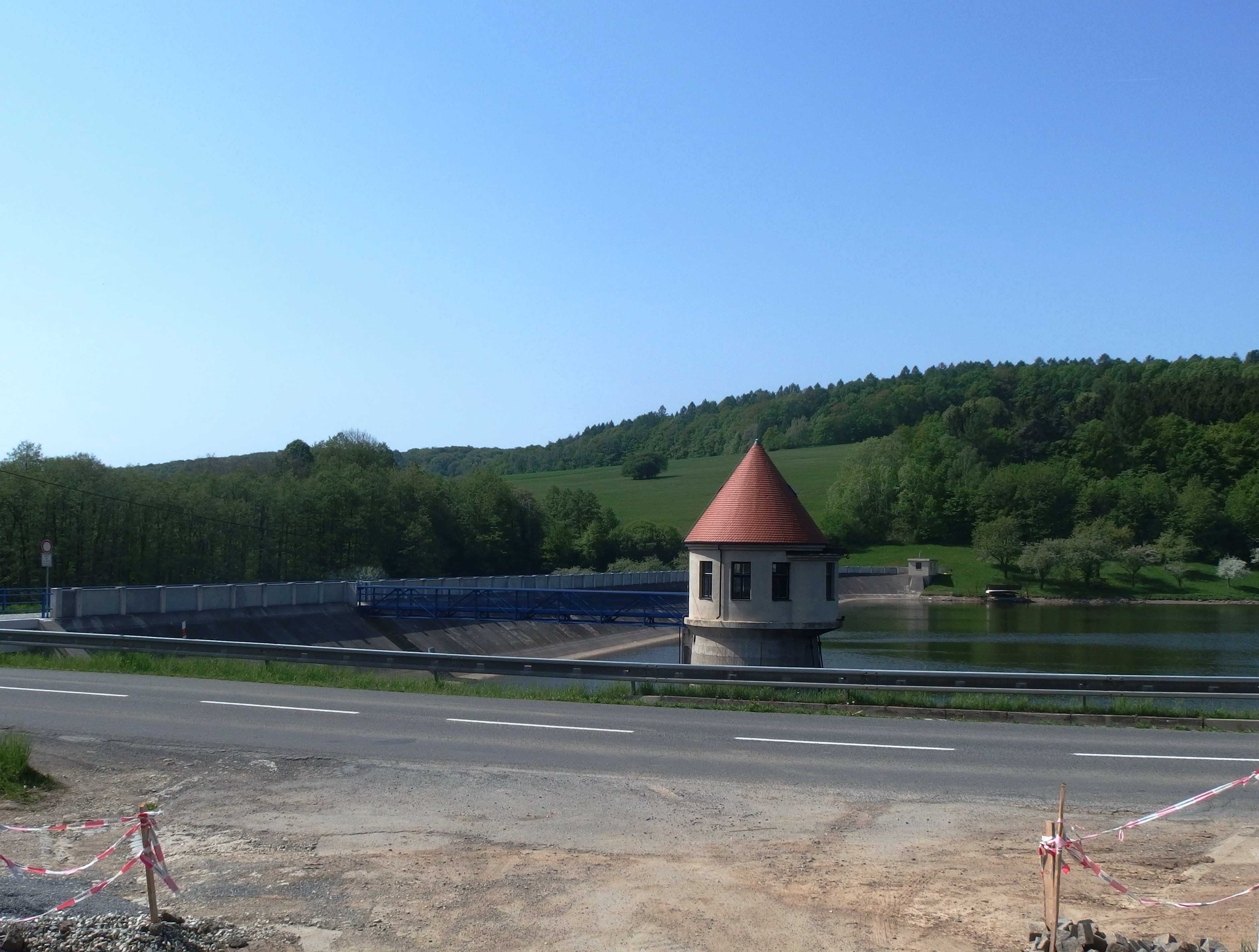
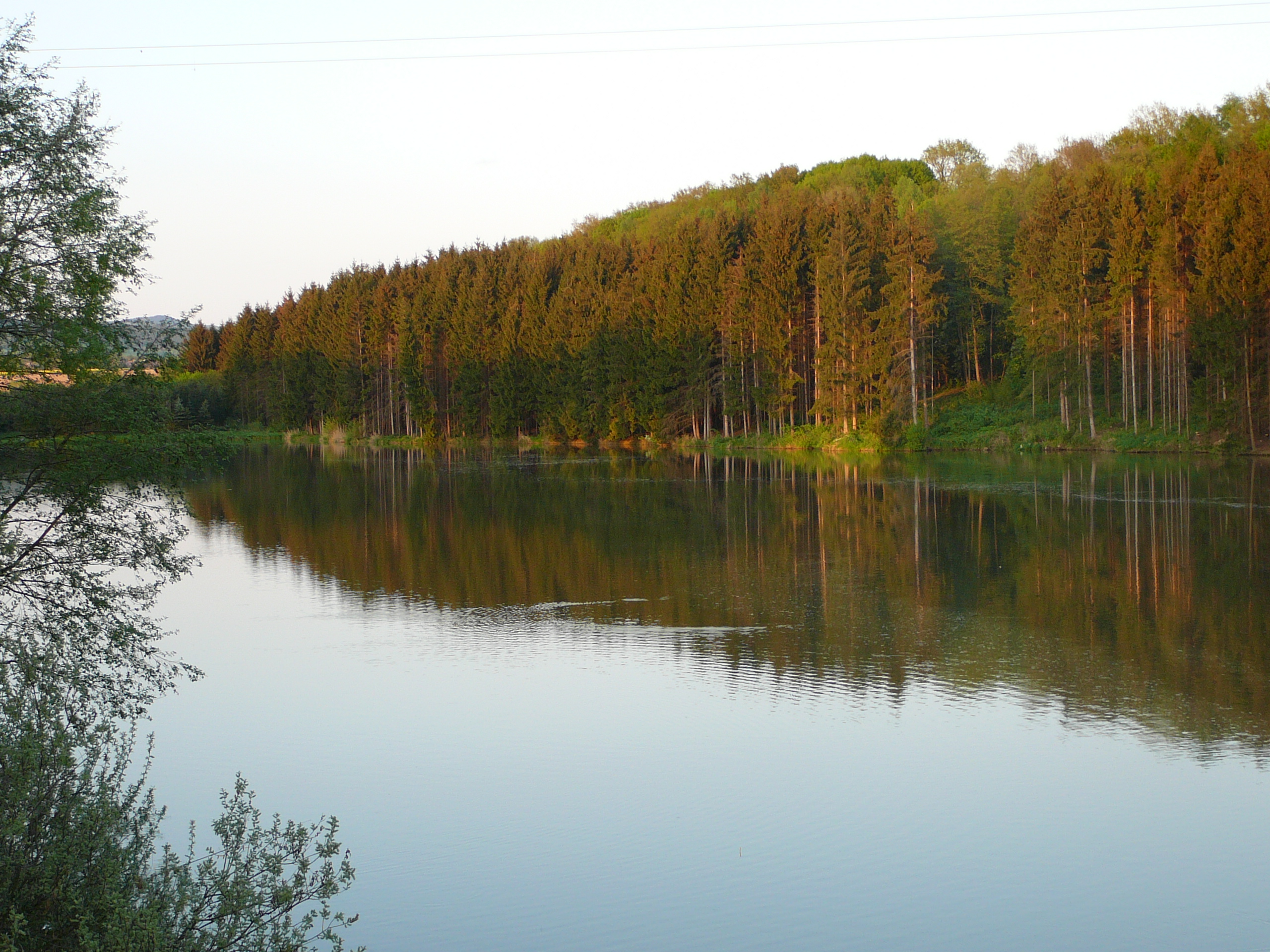
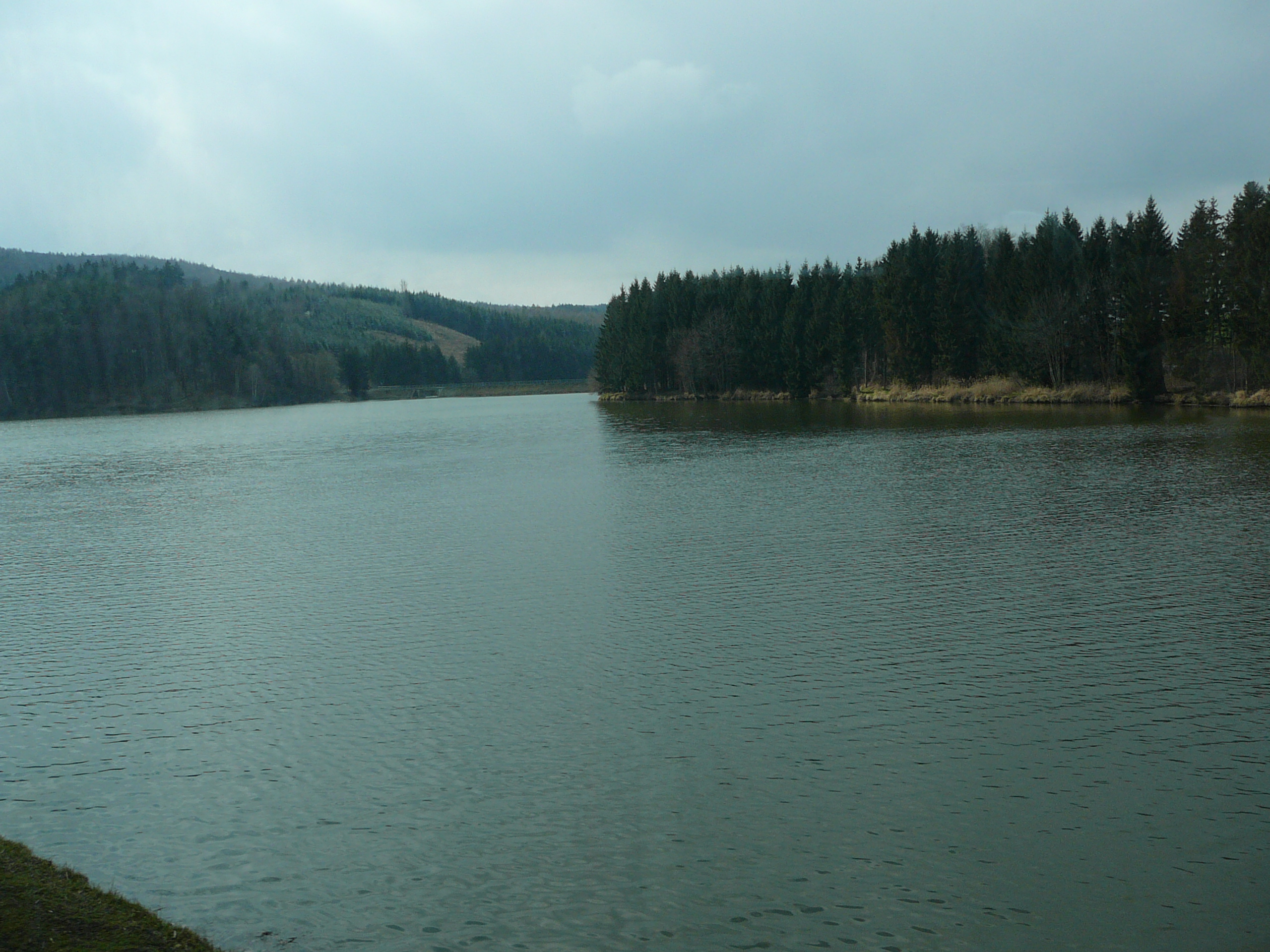